# سامي فراي
سامي فراي (بالفرنسية: Sami Frey)‏
```
(و. 
1937
 – 
م
)
[
3
]
 هو 
ممثل
 من 
فرنسا
 . ولد في 
باريس
.
[
4
]
[
5
]
```

## التعليم
تعلم في مدرسة رينيه سيمون للفنون الدرامية ‏

## جوائز
حصل على جوائز منها:
- قائد الفنون والآداب.

## روابط خارجية
- سامي فراي على موقع IMDb (الإنجليزية)
- سامي فراي على موقع ألو سيني (الفرنسية)
- سامي فراي على موقع ميوزك برينز (الإنجليزية)
- سامي فراي على موقع أول موفي (الإنجليزية)
- سامي فراي على موقع قاعدة بيانات الفيلم (الإنجليزية)
- سامي فراي على موقع كينوبويسك (الروسية)